# Шемса & Стоја (Remix HD)
Шемса & Стоја је ремикс албум Стоје и Шемсе Суљаковић. Издат је 2000. године. Издавачка кућа је HFW. 

## Песме
1. Памтићу те вјечно*
2. Тако је то*
3. Вјеровала сам*
4. Тражим среће загрљај*
5. Таква је љубав (дует с Милетом Китићем)
6. Да да да
7. Не волим те више
8. Нек’ те ветар носи
9. Сад ми живот није важан
10. Како је мени сада
11. Како ћу без тебе
12. Што ме тражиш сада (дует с Колетом)
13. Тако је то

* пева Шемса Суљаковић